# Módicus
Le Movimento Dinâmico Cultural Sandim dit Modicus est une équipe de football en salle basée à Sandim, freguesia appartenant à Vila Nova de Gaia.
Vainqueur du championnat de deuxième division de football en salle en 2007-2008 et 2009-2010, le club se stabilise en première division, assurant son maintien lors des saisons 2010-2011 et 2011-2012.
En 2011-2012, le club atteint la finale de la Coupe du Portugal de football en salle, battu en finale sur le score de 2-1.
Le club possède également une équipe de handball qui évolue en deuxième division.

## Palmarès
- Championnat du Portugal de football en salle D2 (2)
  - Vainqueur : 2007/08, 2009/10

- Coupe du Portugal de futsal (0)
  - Finaliste : 2012